# Гаращенко, Елена Николаевна
Елена Николаевна Гаращенко (род. 19 декабря 1950 года) — советский и украинский библиотекарь, директор Кировоградской областной универсальной научной библиотеки им. Д. Чижевского (с 1998 года), член кировоградской региональной, украинской и американской библиотечных ассоциаций, председатель областной информационной службы по актуальным вопросам женщин.

## Биография
В 1971 году окончила Кировоградский государственный педагогический институт им. А. С. Пушкина, а в 1985 году — Киевский государственный институт культуры им. А. Корнейчука.
Трудовую деятельность начала в 1974 году в Кировоградской областной универсальной научной библиотеке. Работала сначала библиотекарем отдела городского абонемента, а затем — старшим библиотекарем отдела литературы на иностранных языках. В 1985 году заняла должность заведующей отделом литературы на иностранных языках. В 1996 году получила должность заместителя директора, а в 1998 году была назначена директором библиотеки.
В 1994 году она выиграла конкурс среди библиотекарей Украины на стажировку в Библиотеке Конгресса США. Впоследствии неоднократно повышала свой профессиональный уровень в учебных заведениях Украины и за рубежом, в частности в США, Финляндии, Бельгии, Дании, Швеции, Венгрии, Польше, Латвии.
В 2010 году Министерство культуры и туризма Украины включило Гаращенко в состав Совета по вопросам развития библиотечного дела.
Награждена многочисленными благодарностями Кабинета министров Украины, Почётным знаком отличия Министерства культуры и искусств Украины с Дипломом «Лучший директор областной универсальной научной библиотеки» (2004), «Заслуженный работник культуры Украины» (2005), лауреат областной краеведческой премии имени Владимира Ястребова (2010), кавалер ордена княгини Ольги III степени (2011).
Отмечена благодарностями и Почётными грамотами Центрального комитета профсоюза работников культуры Украины, областного совета и областной государственной администрации.